# 天使鐵路
天使鐵路（英語：Angels Flight Railway）是位於美國加州洛杉磯邦克山市中心的往复式地面缆车，是當地的著名地標之一；天使鐵路全長99米，它被列入為美國國家史蹟名錄之外，也是世界最短的地面缆车。

## 歷史
天使鐵路於1901年開始營運；1969年因地區重建要停運，纜車及路軌均被收藏於貨倉之內。1996年在半街之外的新鐵路軌重新營運；4年後被列入美國國家史蹟名錄之內；但因2001年發生致命事故而停止服務達9年，2010年3月15日重新運作。但在2013年9月5日的一次小事故后的调查发现设计缺陷和并存在安全隐患，因此再次无限期暂停运作。
2017年3月，洛杉磯市長埃里克·加爾切提宣佈市政府和數家工程公司達成協議：工程公司會對天使鐵路進行安全升級和維護保養，以換取未來30年營運利潤的一部份。2017年8月31日，停運長達7年的天使鐵路重新投入運作。

## 纜車
天使鐵路只有兩部纜車，分別名為西奈（Sinai）及橄欖（Olivert）。2001 年，指挥大卫·伍达德首演了他的“两个天使的挽歌”，以纪念天使铁路:125。

## 收費
天使鐵路单程收費為一美元，但持有有效捷運日票/週票/月票的乘客，可以享受50美分的優惠價。另外，乘客也可以購買40程或50程通勤車票。

## 外部連結
- 官方網頁 （页面存档备份，存于）